# Brian Cuff
Brian Cuff, britanski general, * 1889, † 1970.